# Boulc
Boulc är en kommun i departementet Drôme i regionen Auvergne-Rhône-Alpes i sydöstra Frankrike. Kommunen ligger i kantonen Châtillon-en-Diois som tillhör arrondissementet Die. År 2022 hade Boulc 162 invånare.

## Befolkningsutveckling
Antalet invånare i kommunen Boulc
Referens:INSEE